# Zsírsavak sói
A zsírsavak sói alatt általában növényi eredetű zsírsavak, nátriummal, káliummal, kalciummal, vagy magnéziummal alkotott sóit értjük. A zsírsavak lehetnek olajsav, palmitinsav, sztearinsav vagy mirisztinsav. Ezek általában növényi eredetűek, de az állati eredet sem zárható ki. Az állati eredetről kizárólag a gyártó adhat felvilágosítást, ugyanis ezek a növényi és állati eredetű zsírsavak kémiailag tökéletesen megegyeznek.

## Élelmiszeripari felhasználásuk
Emulgeálószerként és stabilizálószerkét, és csomósodást gátló anyagként számos élelmiszerben megtalálhatóak. 

### Az élelmiszerekben felhasznált zsírsav-sók
- E470a(i) zsírsavak nátriummal alkotott sója
- E470a(ii) zsírsavak káliummal alkotott sója
- E470a(iii) zsírsavak kalciummal alkotott sója
- E470b zsírsavak magnéziummal alkotott sója

## Egészségügyi hatások
Napi maximum beviteli mennyiség nincs meghatározva. Allergén és toxikus hatások nem ismertek. A szervezetben más zsírokhoz hasonlóan lebomlanak.